# Scontrone
Scontrone település Olaszországban, Abruzzo régióban, L’Aquila megyében. Lakosainak száma 533 fő (2023. január 1.). Scontrone Alfedena, Barrea, Castel di Sangro, Montenero Val Cocchiara és Roccaraso községekkel határos.

## Népesség
A település lakossága az elmúlt években az alábbi módon változott:
| Lakosok száma | 582  | 582  | 533  |
|               | 2017 | 2018 | 2023 |